# Peter Fill

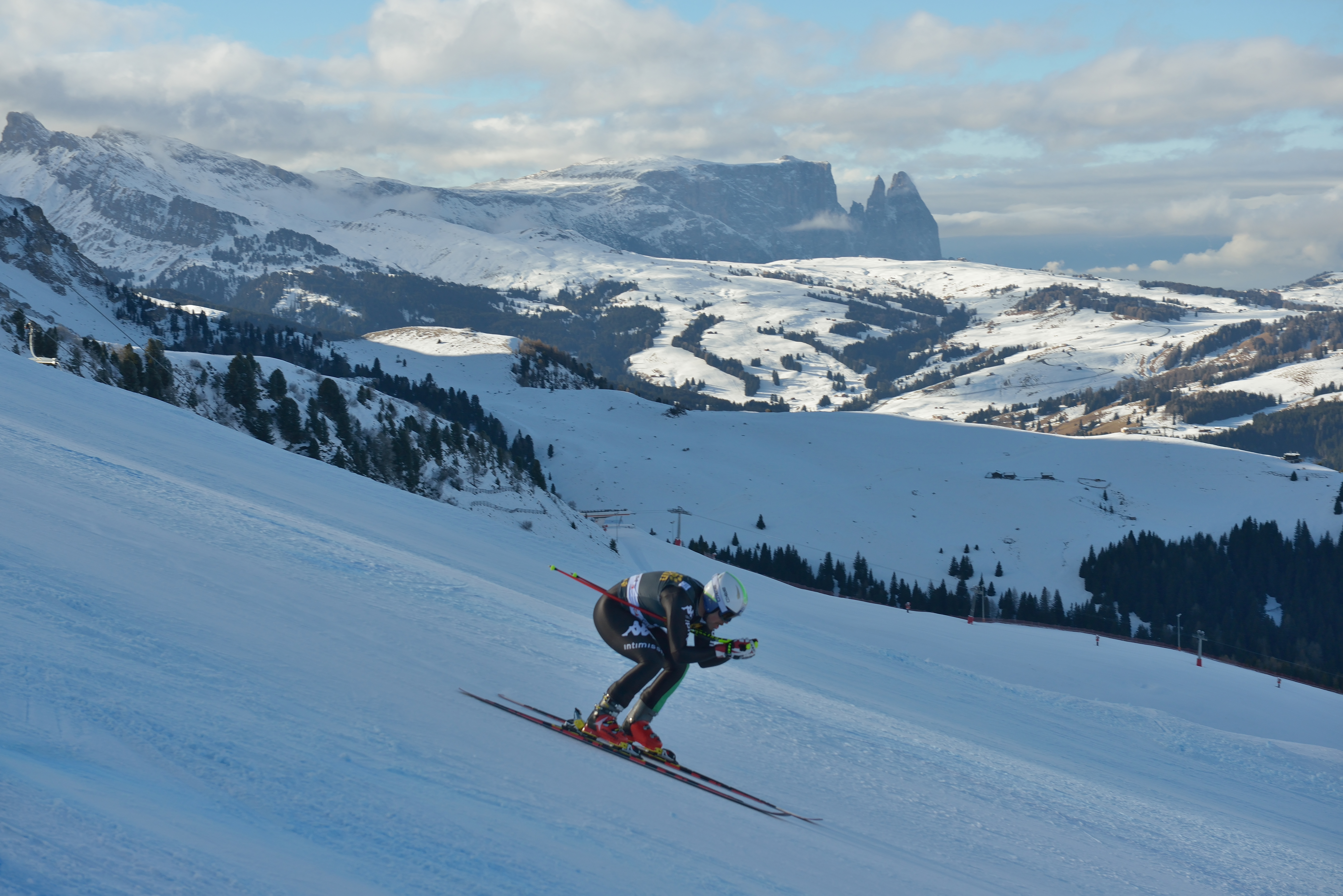
Fill in actie tijdens een wereldbekerwedstrijd in Val Gardena (2013).

Peter Fill (Kastelruth, Bozen-Zuid-Tirol, 12 november 1982) is een Italiaanse alpineskiër. Fill vertegenwoordigde Italië driemaal op de Olympische Winterspelen. Hij vertegenwoordigde zijn vaderland op de Olympische Winterspelen 2006, 2010, 2014 en 2018.

## Skicarrière
Fill maakte zijn debuut in de wereldbeker op 7 maart 2002 in Altenmarkt met een twaalfde plaats op de Super G. In december 2002 behaalde hij zijn eerste toptienklassering in een wereldbekerwedstrijd. Op de wereldkampioenschappen alpineskiën 2003 in Sankt Moritz eindigde de Italiaan als elfde op de combinatie, als dertiende op de Super G en als twintigste op de afdaling. In Bormio nam Fill deel aan de wereldkampioenschappen alpineskiën 2005. Op dit toernooi eindigde hij als veertiende op de Super G en als 24e op de afdaling. In januari 2006 eindigde hij in Wengen voor de eerste maal op het podium. Tijdens de Olympische Winterspelen van 2006 in Turijn eindigde de Italiaan als negende op de supercombinatie, als dertiende op de Super G en als negentiende op de afdaling.
Op de wereldkampioenschappen alpineskiën 2007 in Åre eindigde Fill als elfde op de afdaling, als dertiende op de supercombinatie, als veertiende op de Super G en als 23e op de reuzenslalom. Op 29 november 2008 boekte hij in Lake Louise zijn eerste wereldbekerzege. In het Franse Val d'Isère nam de Italiaan deel aan de wereldkampioenschappen alpineskiën 2009. Op dit toernooi veroverde hij de zilveren medaille op de Super G, achter de Zwitser Didier Cuche. Daarnaast eindigde hij als vijfde op de supercombinatie en als veertiende op de afdaling. Tijdens de Olympische Winterspelen van 2010 in Vancouver eindigde Fill als vijftiende op de afdaling, op de Super G werd hij gediskwalificeerd en op de supercombinatie wist hij niet te finishen.
Op de wereldkampioenschappen alpineskiën 2011 in Garmisch-Partenkirchen sleepte hij de bronzen medaille in de wacht op de supercombinatie, daarnaast eindigde hij als negende op de Super G en als veertiende op de afdaling. In Schladming nam de Italiaan deel aan de wereldkampioenschappen alpineskiën 2013. Op dit toernooi eindigde hij als twaalfde op de afdaling en als veertiende op de Super G. Tijdens de Olympische Winterspelen van 2014 in Sotsji eindigde Fill als zevende op de afdaling en als achtste op de Super G, op de supercombinatie viel hij uit.
Tijdens het seizoen 2015/2016 pakte hij de kristallen bokaal op het onderdeel afdaling. Hij was hiermee de eerste Italiaan die de wereldbeker op de afdaling pakt. Ook in het seizoen 2016/2017 was de Italiaan de beste in het eindklassement van de wereldbeker afdaling. Op de wereldkampioenschappen alpineskiën 2017 in Sankt Moritz eindigde Fill als negende op de afdaling en als elfde op de Super G, op de alpine combinatie wist hij niet te finishen. Tijdens de Olympische Winterspelen van 2018 in Pyeongchang eindigde hij als zesde op de afdaling, op zowel Super G als de alpine combinatie bereikte hij de finish niet. In het seizoen 2017/2018 won de Italiaan de wereldbeker op de alpine combinatie

## Resultaten

### Olympische Spelen
| Jaar | Plaats      | Resultaten                                     |
| ---- | ----------- | ---------------------------------------------- |
| 2006 | Turijn      | 9e Supercombinatie 13e Super G 19e Afdaling    |
| 2010 | Vancouver   | 15e Afdaling DSQ1 Super G DNF2 Supercombinatie |
| 2014 | Sotsji      | 7e Afdaling 8e Super G DNF2 Supercombinatie    |
| 2018 | Pyeongchang | 6e Afdaling DNF Alpine combinatie DNF Super G  |

### Wereldkampioenschappen
| Jaar | Plaats                 | Resultaten                                                    |
| ---- | ---------------------- | ------------------------------------------------------------- |
| 2003 | Sankt Moritz           | 11e Combinatie 13e Super G 20e Afdaling DNF1 Slalom           |
| 2005 | Bormio                 | 14e Super G 24e Afdaling DNF Combinatie                       |
| 2007 | Åre                    | 11e Afdaling 13e Supercombinatie 14e Super G 23e Reuzenslalom |
| 2009 | Val d'Isère            | Super G · 5e Supercombinatie · 14e Afdaling                   |
| 2011 | Garmisch-Partenkirchen | Supercombinatie · 9e Super-G · 14e Afdaling                   |
| 2013 | Schladming             | 12e Afdaling 14e Super G                                      |
| 2017 | Sankt Moritz           | DNF Alpine combinatie 9e Afdaling 11e Super G                 |

### Wereldbeker
Eindklasseringen
| Seizoen   | Algm | AD   | SL  | RS  | SG  | SC   |
| --------- | ---- | ---- | --- | --- | --- | ---- |
| 2001/2002 | 114e | -    | -   | -   | 33e | -    |
| 2002/2003 | 65e  | 45e  | -   | 28e | 34e | -    |
| 2003/2004 | 40e  | 33e  | -   | 44e | 16e | 15e  |
| 2004/2005 | 30e  | 19e  | -   | 36e | 30e | 8e   |
| 2005/2006 | 16e  | 14e  | 50e | 33e | 8e  | 6e   |
| 2006/2007 | 6e   | 4e   | -   | 25e | 9e  | 7e   |
| 2007/2008 | 26e  | 14e  | -   | 36e | 27e | 10e  |
| 2008/2009 | 10e  | 9e   | -   | 31e | 10e | 8e   |
| 2009/2010 | 104e | 38e  | -   | -   | -   | -    |
| 2010/2011 | 21e  | 17e  | -   | -   | 19e | 9e   |
| 2011/2012 | 35e  | 22e  | -   | -   | 25e | 17e  |
| 2012/2013 | 38e  | 24e  | -   | -   | 17e | 21e  |
| 2013/2014 | 15e  | 12e  | -   | -   | 10e | 7e   |
| 2014/2015 | 34e  | 20e  | -   | -   | 20e | -    |
| 2015/2016 | 10e  | Goud | -   | -   | 9e  | 16e  |
| 2016/2017 | 6e   | Goud | -   | -   | 5e  | 29e  |
| 2017/2018 | 16e  | 11e  | -   | -   | 14e | Goud |
| 2018/2019 | 140e | 52e  | -   | -   | -   | -    |
| 2019/2020 | 137e | -    | -   | -   | 46e | -    |

Wereldbekerzeges
| Datum            | Plaats      | Onderdeel |
| ---------------- | ----------- | --------- |
| 29 november 2008 | Lake Louise | Afdaling  |
| 23 januari 2016  | Kitzbühel   | Afdaling  |
| 26 februari 2017 | Kvitfjell   | Super G   |